# Hrib nad Ribčami
Hrib nad Ribčami este o localitate din comuna Moravče, Slovenia, cu o populație de 33 de locuitori.